# Queue de Paon (pigeon)
Pigeon paon
Cet article concerne les pigeons. Pour le système d'extinction incendie, voir Rideau d'eau

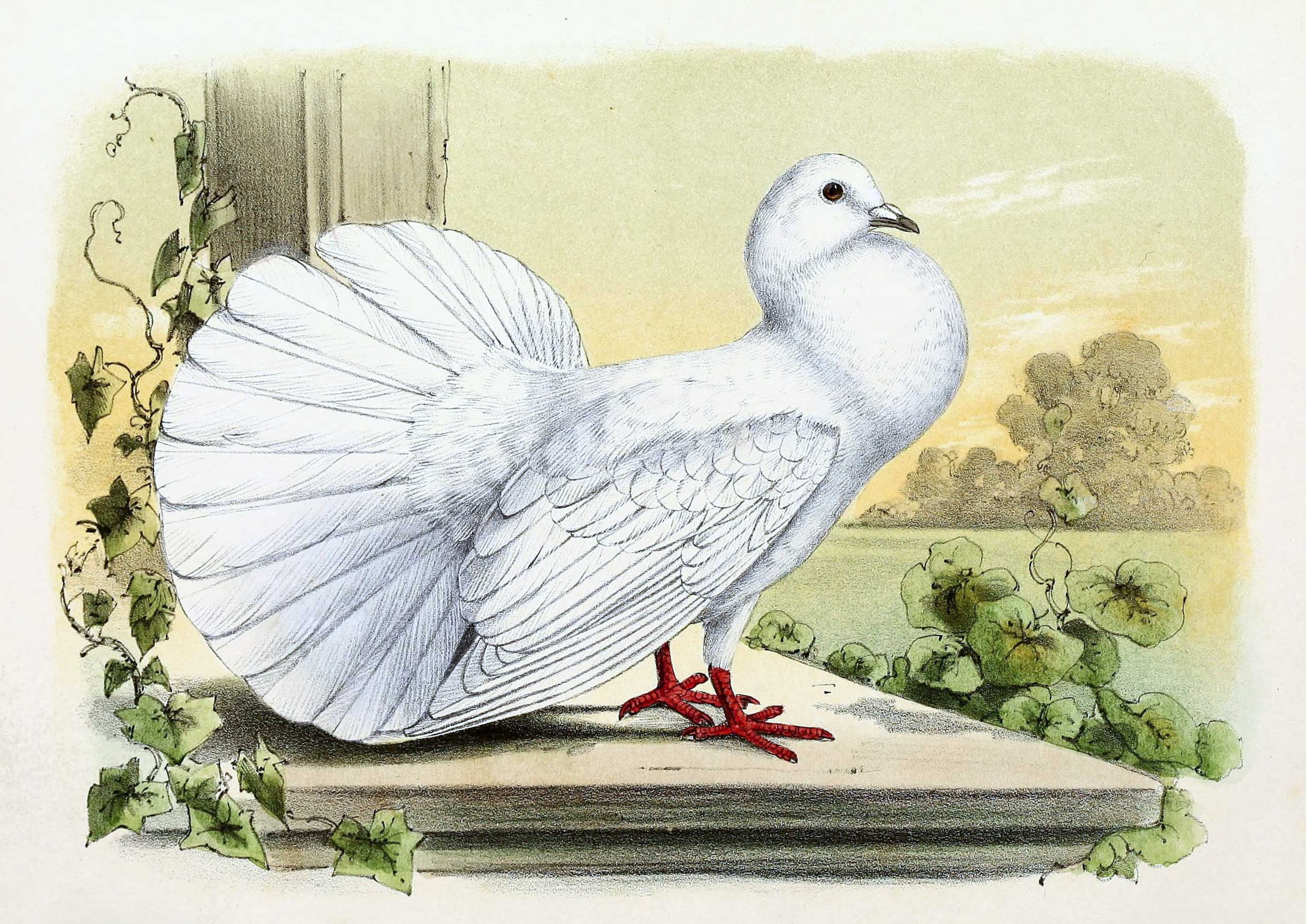
Un Queue de Paon (illustration du XIXe siècle).

Queue de Paon est un nom vernaculaire ambigu en français, pouvant désigner plusieurs races et variétés de pigeons domestiques de la famille des Columbidae. Tous ces oiseaux partagent un même point commun : leur queue à une forme en éventail comme celle du paon.
Un pigeon « normal » possède entre 12 et 14 plumes à sa queue ; un Queue de Paon peut avoir un nombre variable allant de 20 à 40 plumes. Ils descendraient tous d'oiseaux importés d'Asie. Ils sont parfois cités sous le nom de Pigeon-paon.
En anglais, ils sont appelés Fantail, des mots Fan signifiant « éventail » et Tail pour « queue ».

## Description
Ces oiseaux sont utilisés comme oiseau d'ornement, pour les concours et expositions ou comme animal de compagnie. Les oiseaux peuvent être de diverses couleurs mais ceux entièrement blanc sont particulièrement appréciés. Une grande partie de ces races sont classées dans la catégorie des pigeons de structure. Le Queue de Paon vole assez bien mais un oiseau trop gros, avec une queue trop développée peut être gêné dans son vol et être une proie facile pour les prédateurs. La queue peut aussi gêner lors de la reproduction et la femelle aura un nombre d’œufs non fécondés plus important que chez d'autres races,,.
En Europe, quatre races nommées « Queue de Paon » sont officiellement reconnues par la Commission européenne : le Queue de Paon (Fantail, 0606), le Queue de Paon Anglais (Garden Fantail, 0608), le Queue de Paon Indien (Indian Fantail, 0607) et le Queue de Paon Hongrois (Hungarian Fantail, 0612). Le Queue de Paon et le Queue de Paon Anglais sont des races courantes en Europe. La race moderne de l'Indien est importée au début du XXe siècle aux États-Unis puis en Europe de l'Ouest à la fin du même siècle. Il est facile à distinguer des deux autres races grâce aux plumes recouvrant ses pattes ; plumes absentes chez les deux autres. Le Hongrois possède aussi des plumes aux pattes mais la race reste bien plus rare.
D'autres races portent une queue en éventail comme le Seldjoukide, une race turque ou le Rouleur de Debrecen, une race hongroise classée dans les pigeons de vol .

Galerie
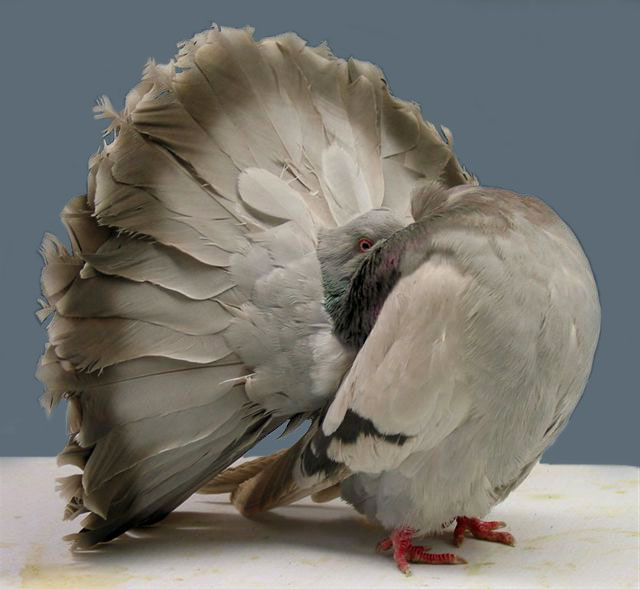
Queue de Paon, la race.
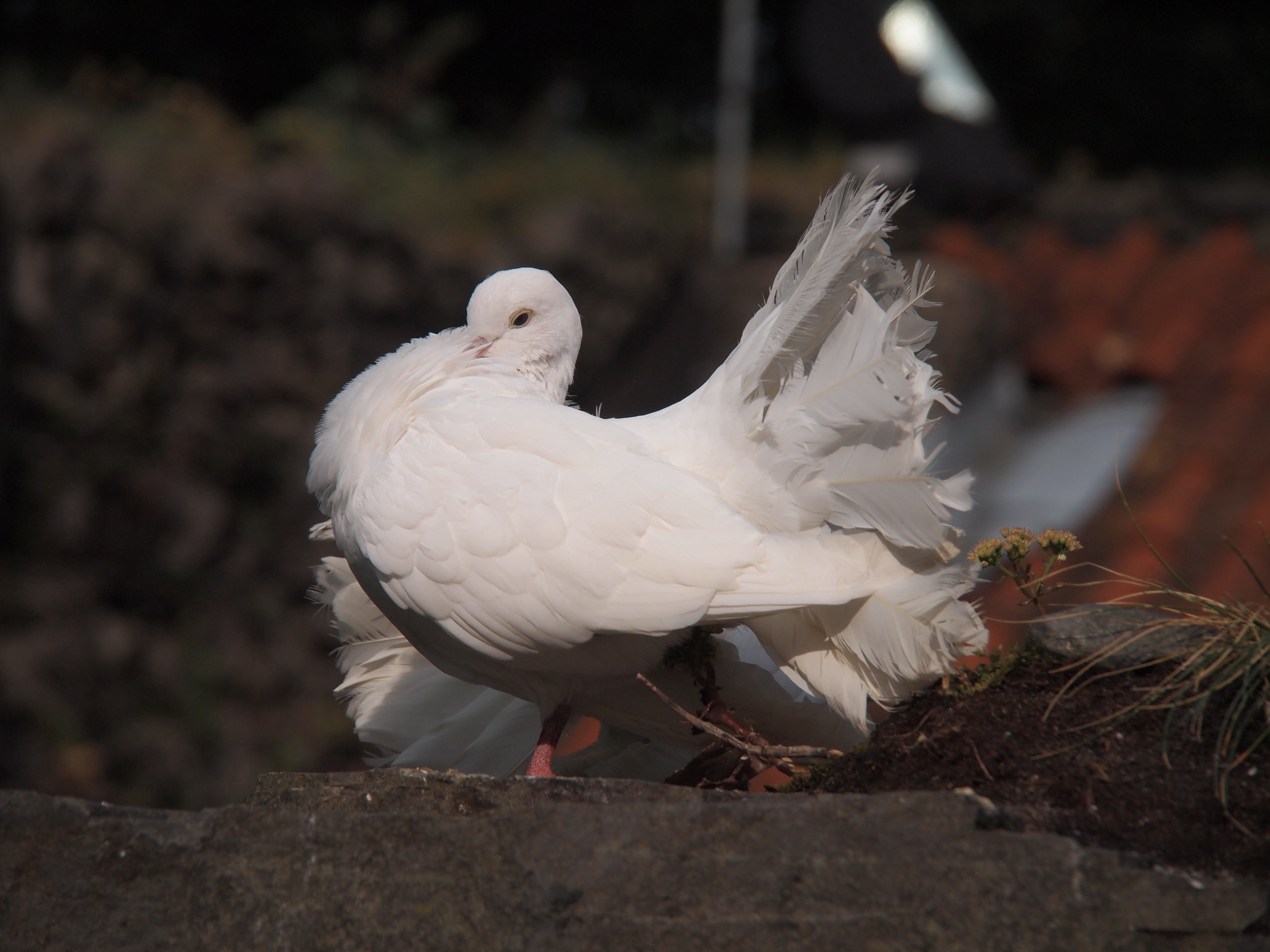
Queue de Paon Anglais.
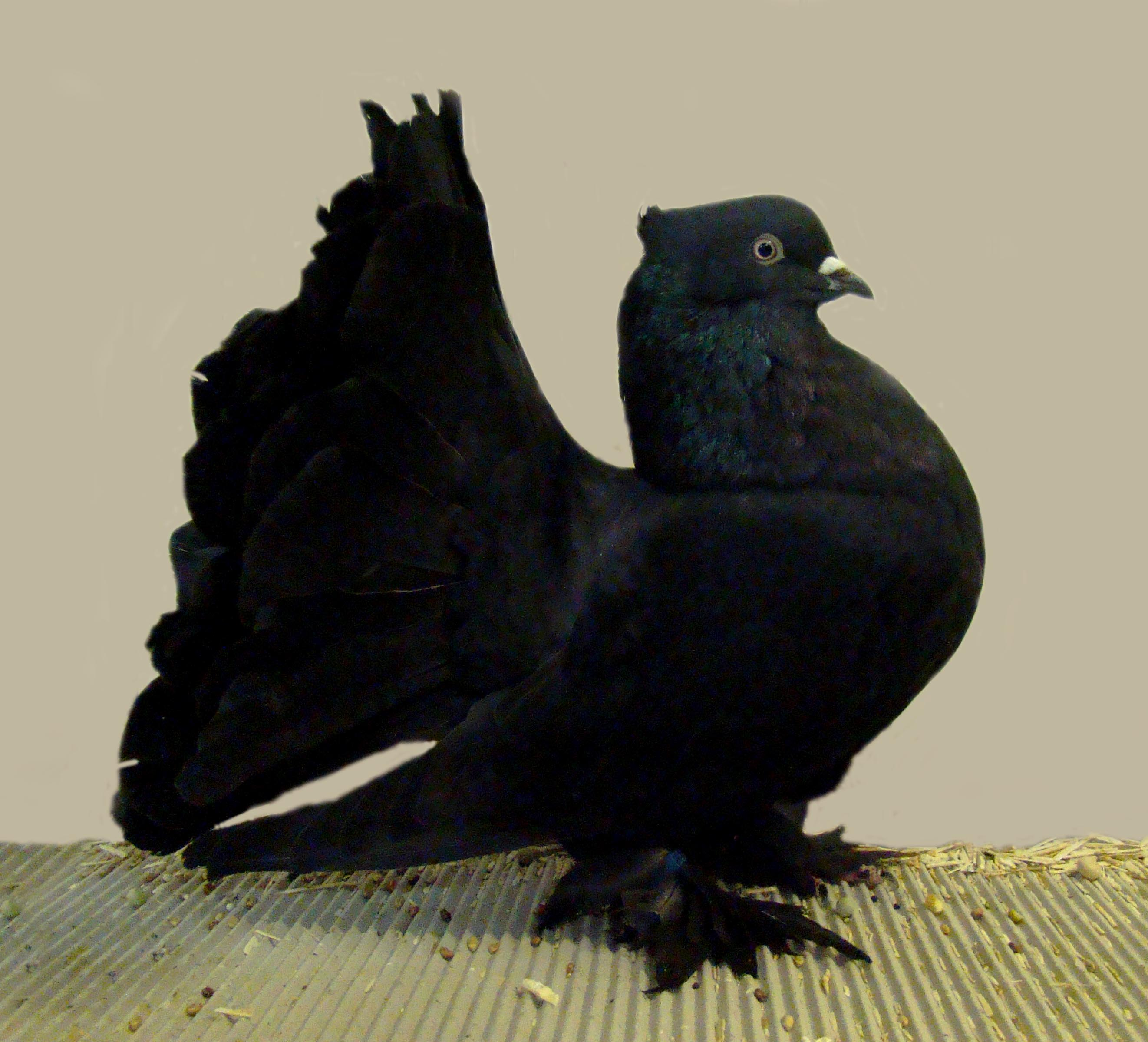
Queue de Paon Indien.
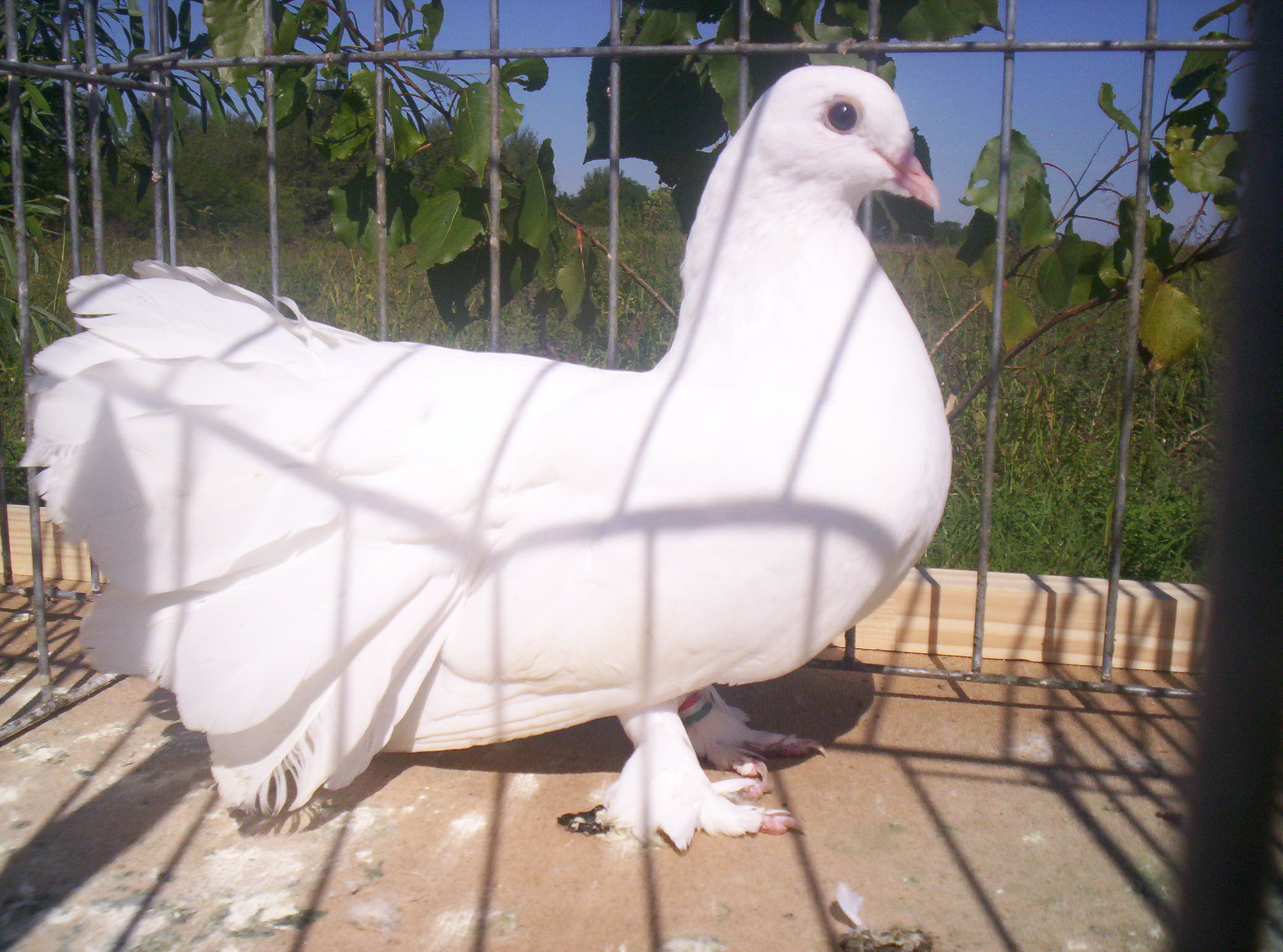
Queue de Paon Hongrois.
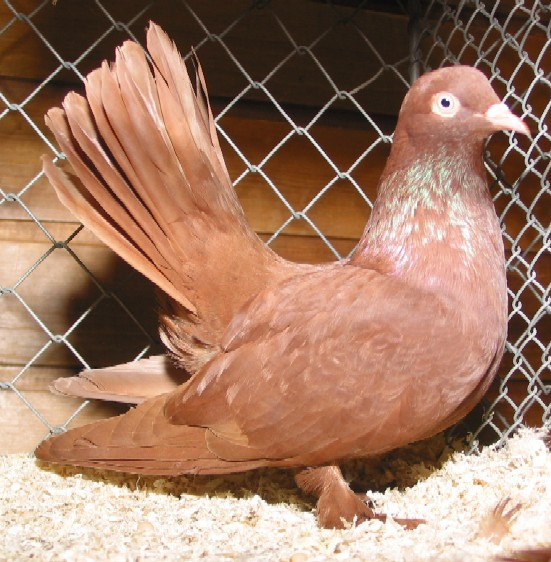
Rouleur de Debrecen.
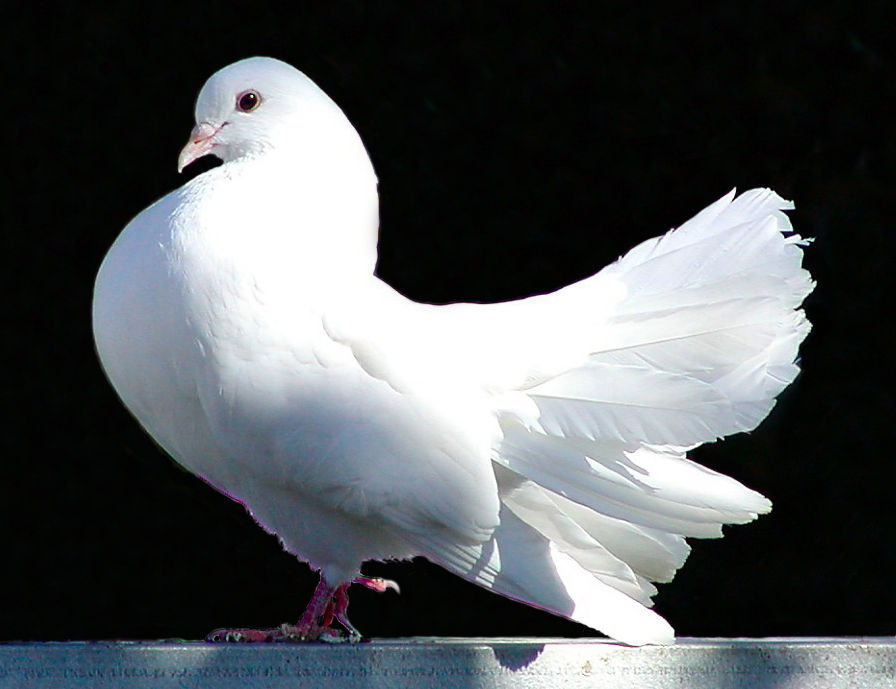
Seldjoukide.